# 婆羅洲森林砍伐

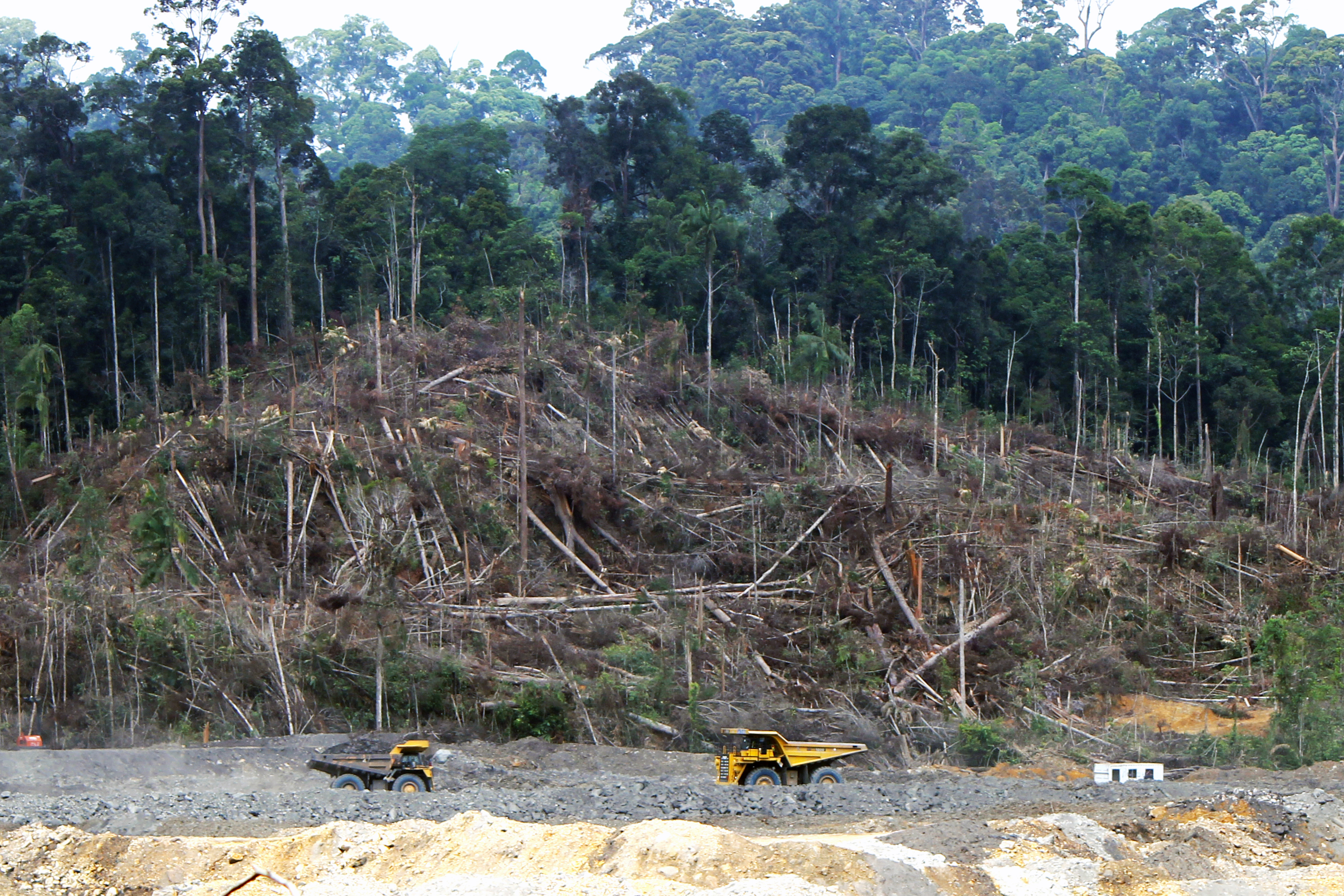
在印尼所屬的婆羅洲（加里曼丹），大片森林遭到砍伐，以利煤礦挖掘作業（2013年）。

婆羅洲森林砍伐（英語：Deforestation in Borneo）的速度從1960年代起，就以工業化的規格進行。婆羅洲是世界第三大島嶼（面積為748,168平方公里，參見世界島嶼面積列表），由印尼、馬來西亞和文萊三個國家分開擁有。這個大島曾經由茂密的熱帶雨林和亞熱帶雨林所覆蓋。印尼稱此島為加里曼丹。
在1980年代和1990年代，婆羅洲森林遭到人類以焚燒、砍伐和清理的方式，以前所未有的速度進行清除，然後通常以農業種植方式 - 一方面是森林砍伐，另一方面是以油棕種植園取而代之，這種做法持續到2000年代，速度才稍微放緩。全球每年有一半的熱帶木材產自婆羅洲。油棕種植園正迅速吞噬殘存的原始雨林所在地。而此地的森林砍伐大部分都是非法進行的。
世界野生動物基金會（WWF）將婆羅洲劃分為多個不同的生態區域，包括覆蓋該島大部分區域的婆羅洲低地雨林（面積為427,500平方公里（165,100平方英里））、婆羅洲泥炭沼澤森林、巽他荒原森林（稱為Kerangas，或稱Sundaland heath forests）、婆羅洲西南部淡水沼澤森林和巽他陸棚紅樹林。在島嶼中部高地，海拔1,000米（3,300英尺）以上的地方，則有婆羅洲山地雨林。這些地區是許多瀕危物種（如婆羅洲紅毛猩猩、婆羅洲象）和稀有的特有種，如行蹤難以捉摸的霍氏縞靈貓的棲息地。自2016年起，婆羅洲紅毛猩猩被歸類為極危物種。
婆羅洲除在生物多樣性保存和碳匯方面具有重要性之外，當地的森林對原住民社區的水安全和食物主權也很重要。

## 馬來西亞婆羅洲

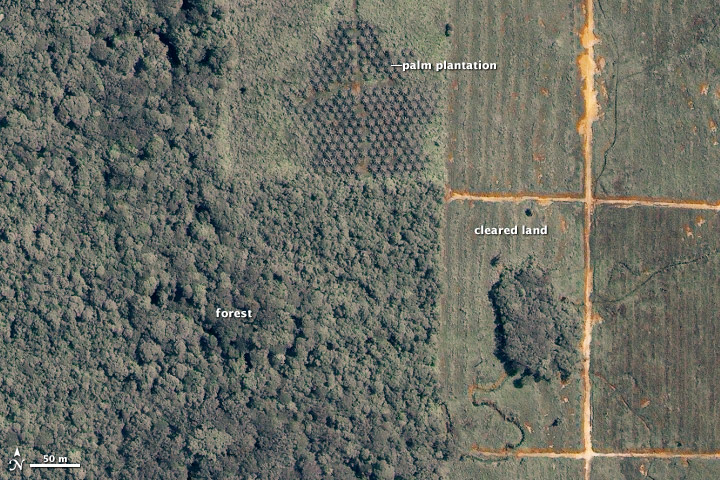
衛星影像顯示雨林遭到砍伐後，改為油棕種植園。

馬來西亞的領土位於島嶼北部，有砂拉越州和沙巴州（加上納閩，三者合稱東馬）約佔婆羅洲面積的26%。由於馬來西亞膠合板行業在此大肆伐木，導致森林面積迅速縮減。位於沙巴州山打根的西必洛研究中心（ Sepilok Research Centre）的兩名林業研究人員在1980年代初期發現四種生長迅速的硬木品種，並在馬占相思和和雲南石梓的種子收集和處理方面的困難解決，而將此類速生熱帶樹木種植在原始森林已被砍伐殆盡的大片土地上。
馬來西亞領土部分的原住民在未經他們表達自由、事先取得和知情同意的情況下，他們的祖傳森林因伐木作業而受到影響。他們透過和平示威活動和社交媒體倡議來提高人們對原住民森林權利的認識，並獲得某種程度的成功。但關於這類伐木許可在未經社區原住民同意的情況下，是如何頒發的問題仍未獲得解決。
當地雨林因在1997年至1998年發生的大火而遭到嚴重的壞，這場大火是因為人們利用刀耕火種方式清理森林，以開闢耕地所造成，當時的聖嬰現象所產生的異常乾燥天氣更助長火勢。在大火期間，衛星影像中可清楚看到眾多的起火點，由此產生的霧霾對周邊的國家如文萊、馬來西亞、印尼和新加坡均發生影響。馬來西亞政府在2008年2月宣布將執行砂拉越再生能源走廊計劃，主要是透過建立數十座水壩，以利用婆羅洲北部原始腹地中的水力資源來發電。在伐木、建設水力發電大壩和其他礦產和資源開採活動之中，預計森林會遭受進一步的砍伐，生物多樣性會再進一步受到破壞。

## 印尼婆羅洲

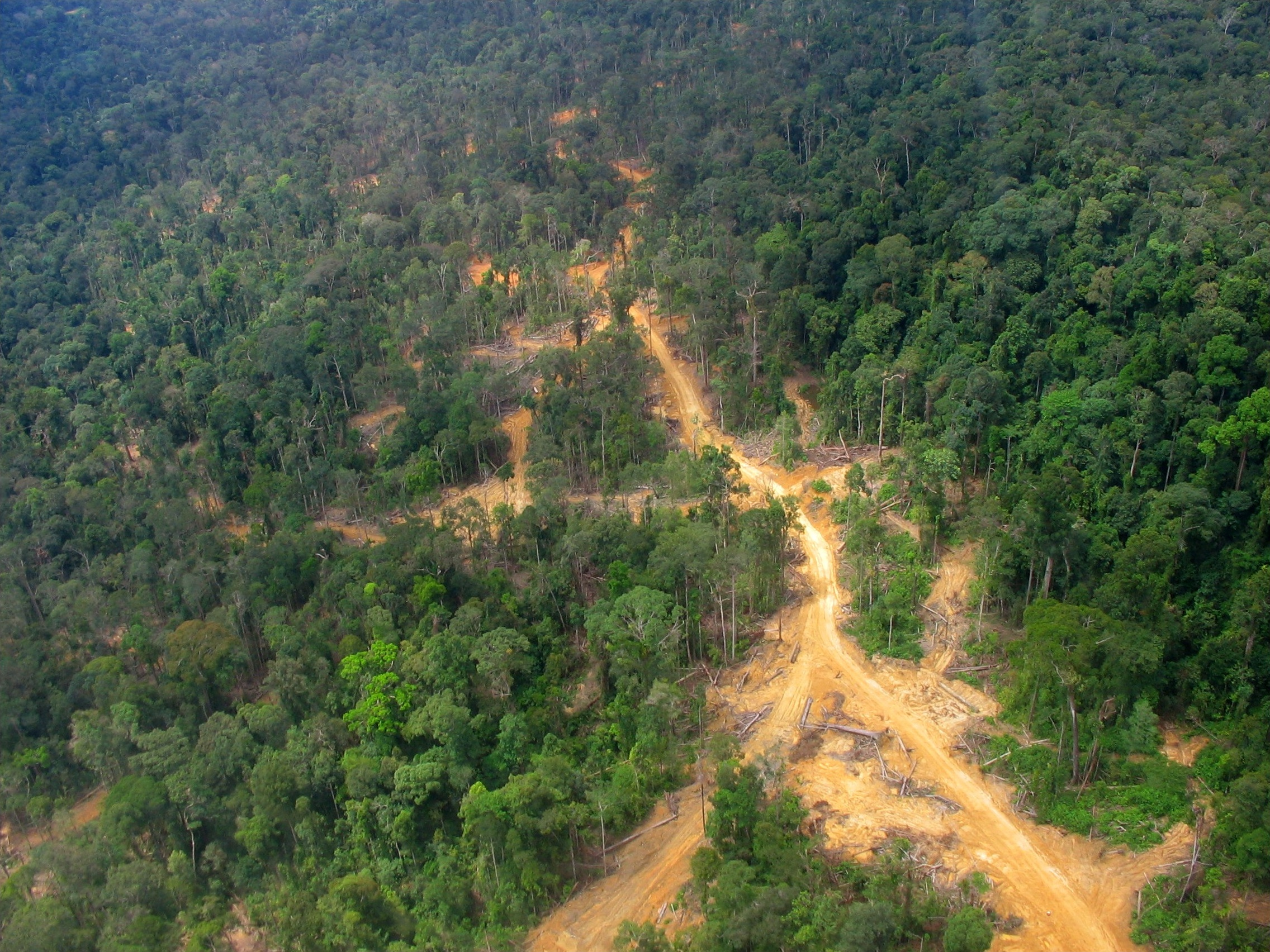
加里曼丹島伐木道路，以及伐木影響的對照，圖片中左邊為砍伐中的森林，右邊為原始森林。

在婆羅洲，印尼所佔有的土地面積約為73%；印尼稱呼該國在婆羅洲的領土為加里曼丹島。
印尼政府為解決爪哇島的人口過剩問題，在1970年代和1980年代期間大規模把爪哇的貧困農民和無地農戶遷移進入婆羅洲（參閱印尼國內移民計畫），在森林已被清除的土地上從事農業耕作，但因為土地養分已被樹木吸收殆盡，而裸露的土壤受到熱帶強降雨的沖刷而流失，開墾的成效有限(因婆羅洲的土壤沒火山灰供應養分)。
印尼政府在1996年於加里曼丹島南部啟動巨型植稻計畫（簡稱MRP）。目標是把一百萬公頃的“沒產出”和人煙稀少的泥炭沼澤森林轉化為水稻田地，以緩解全國日益嚴重的糧食短缺問題。政府在修建灌溉渠道和砍伐樹木方面投下巨額資金，但計畫並未成功，最終選擇放棄，但已對環境造成可觀的傷害。
加里曼丹島南部的泥炭沼澤森林是個相當特殊的生態環境，其中有許多獨特或稀有物種（如紅毛猩猩），以及生長緩慢但深具價值的樹木。泥炭沼澤森林是個雙重生態系統，各種樹木矗立在10至12米深的泥炭層（部分腐爛和浸水的植物殘留物）上，而在泥炭層之下是相對貧瘠的土壤。泥炭是重要的碳儲存庫。如果將之破壞並加以焚燒，會導致二氧化碳排放進入大氣層中，是導致全球暖化原因中的一種。

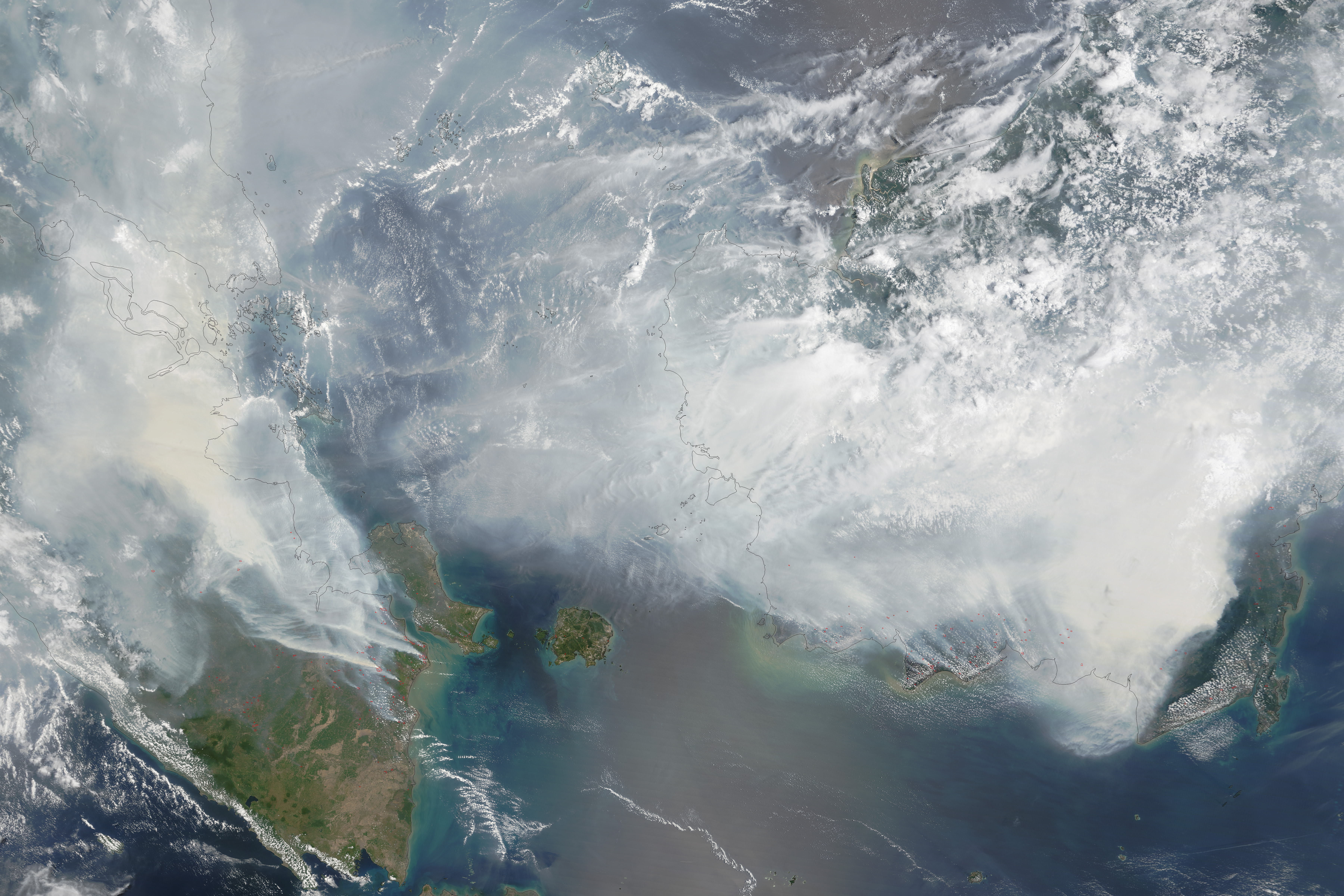
美國國家航空暨太空總署2015年9月24日衛星影像，顯示2015年東南亞霾害覆蓋的範圍。

為合法林業修建的排水道、公路和鐵路，也讓非法林業趁隙潛入這些區域。在進行MRP的地區，森林覆蓋率從1991年的64.8%下降到2000年的45.7%，砍伐仍在進行，照此看來，幾乎所有可銷售的林木都會從MRP的區域中消失。
事實證明，那些原本用來灌溉用的渠道，反而發生排泄泥炭沼澤森林儲水的結果。通常這樣的區域在雨季時的水深可達2米，現在的表面則是一年四季均呈乾燥狀態。雖然政府已放棄MRP，但乾燥之後的泥炭層很容易受到不斷發生的大規模火災所引燃。
泥炭沼澤森林經排水之後，受到大火肆虐，殘餘的森林和野生動物，連同新闢的農地一併遭到燒毀，婆羅洲及其他地區的上空充滿濃煙和霧霾，並釋放大量的二氧化碳進入大氣層。這種破壞，對當地人民的生計產生重大影響。而煙霧對50萬名患有呼吸系統疾病的人造成嚴重健康問題。
泥炭沼澤森林遭到破壞，也對河川產生硫酸污染。在雨季，渠道將富含黃鐵礦（硫化物礦物）的酸性水排放進入河流中，這可能是導致150公里之外入海口區域漁獲量減少的原因之一。
一項由英國和印尼聯合在1998年所做的印尼木材產業研究顯示，該國大約有40%的木材產量來自非法作業，價值估計超過3.65億美元。最近的估計，將合法採伐的木材，與已知的國內消費量加上出口數量作比較，顯示該國有88%的伐木在某種程度上是非法的。這些非法採伐的木材產品主要都經過馬來西亞，而後再次出口。

## 伐木

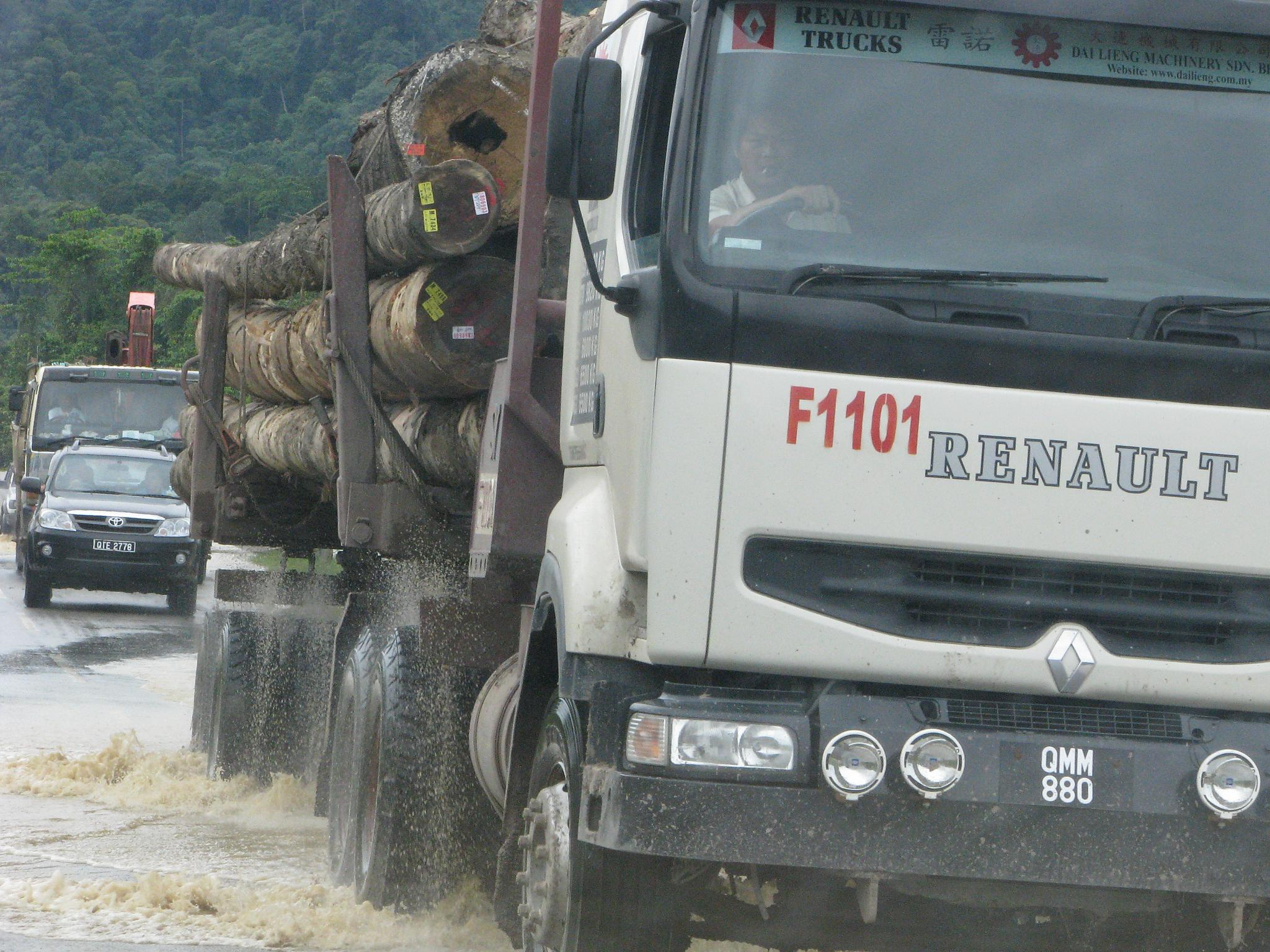
在砂拉越的運送木材卡車。

由於婆羅洲的土壤貧瘠、氣候不佳以及充滿疾病風險，在當地的森林砍伐數量一向不高。有規模的森林砍伐活動是在20世紀中葉才真正開始。工業規模的伐木作業在1970年代把馬來半島的森林砍伐殆盡，以及印尼独裁總統蘇哈托為鞏固其與軍方將領的關係，而分配大片森林讓他們牟利。伐木作業在1980年代顯著擴大，而新開闢的伐木道路為移民和開發商提供通往偏遠地區的便利。
1980年代和1990年代在婆羅洲的伐木作業，其密集程度是有史以來最高者，每公頃可採伐到60-240立方米的木材，而在亞馬遜盆地的採伐數量是每公頃才23立方米。例如在加里曼丹島，大約80%的低地均被開放用來伐木，而幾乎全部的紅樹林都遭開放以砍伐。到1980年代末期，印尼和馬來西亞兩國在此地都因過度採伐，而清楚顯現木材危機的問題 - 當地木材廠的需求遠超過木材生產所能提供。

## 森林火災
婆羅洲大多數火災都是由於清理森林土地所引起。雖然歷來印尼政府都把肇因歸咎於採用刀耕火種的小農戶，但WWF指出，根據衛星影像，大規模土地轉化的商業行為，特別是開闢油棕種植園，才是惡名昭彰的1997年印尼森林大火最大單一原因。近日在當地，每年仍會因清理農地和退化森林而引發火災。在氣候乾燥的時候，火勢很容易蔓延到鄰近的林地，然後成為失控的大火。日益增加的火災頻率和嚴重程度，正引發附近地區的緊張局勢。印尼的鄰國，特別是馬來西亞和新加坡，指責印尼未能控制火災。反過來，印尼指責是馬來西亞公司在清理土地的過程引發許多火災。由此而產生對森林資源應進行可持續管理，特別是在伐木方面的需求。但要實現這一點，要確認保護以及養護森林不能僅靠印尼和馬來西亞兩個國家。想依賴少數擁有世界上剩餘雨林的大部分，但又高度負債的國家，讓其單方面負責全球公共福利的想法極不合理。這是一項需要全球共同努力才能達到保護熱帶雨林的工作，而反過來會助於解決印尼和馬來西亞在婆羅洲開發熱帶雨林所遇到的問題。

## 林地復育
最近在印尼東加里曼丹省舉行的一項林地復育項目已取得某種程度的成功。由荷蘭保育運動人士威利•史密斯博士創立的婆羅洲紅毛猩猩保育基金會 (BOS) 在東加里曼丹省購買近2,000公頃受到森林砍伐而退化的土地（曾受到機械伐木、乾旱和嚴重火災肆虐的土地），在其上廣植白茅 (Imperata cylindrica) 。基金會最終目的是把熱帶雨林復育，為搶救的紅毛猩猩提供安全的避風港，同時也為當地人提供收入來源。這個項目被命名為Samboja Lestari，大致可翻譯為“為Samboja提供永續保護”。 1°2′44″S 116°59′15″E / 1.04556°S 116.98750°E這個項目的核心做法是重新造林和復育，有數百種本土物種在此栽種。到2006年中，種植的樹種已經達到740多種。
國際紅毛猩猩基金會為其森林恢復計劃（Forest Restoration Programme）已在拉曼道野生動植物保護區種植60,000多株樹苗。種植這些樹苗的目的是為重新造林，把曾受火災破壞的地區完成復育。

## 外部連結
- mongabay.com （页面存档备份，存于） – Kalimantan at the Crossroads: Dipterocarp Forests and the Future of Indonesian Borneo
- WWF – Borneo's wildlife threatened by illegal trade and deforestation
- "Borneo's Moment of Truth" （页面存档备份，存于） National Geographic
- TED.com TED talk: "Willie Smits restores a rain forest" （页面存档备份，存于）
- Mongabay: Borneo （页面存档备份，存于）